# Peter Platzer
Peter Platzer (29 de maio de 1910 - 13 de dezembro de 1959) foi um futebolista austríaco. Ele competiu na Copa do Mundo FIFA de 1934, sediada na Itália, na qual a seleção de seu país terminou na quarta colocação dentre os 16 participantes.